# Wirrulla
Wirrulla är en ort i Australien. Den ligger i regionen Streaky Bay och delstaten South Australia, omkring 470 kilometer nordväst om delstatshuvudstaden Adelaide. Antalet invånare är 241.
Trakten runt Wirrulla är nära nog obefolkad, med mindre än två invånare per kvadratkilometer.. Det finns inga andra samhällen i närheten.
Trakten runt Wirrulla består till största delen av jordbruksmark. Genomsnittlig årsnederbörd är 362 millimeter. Den regnigaste månaden är juni, med i genomsnitt 64 mm nederbörd, och den torraste är december, med 9 mm nederbörd.